# Генриховский-Амстердам, Генрих Самойлович
Генрих Самойлович Генриховский-Амстердам (17 марта 1898, Новы-Сонч — 1 ноября 1937, Москва) — польский коммунистический деятель, с 1923 года — член ЦК Коммунистической рабочей партии Польши. Ранее: в Поале-Цион-Левицах (1918—1921), член Национального секретариата ЦК НПК (1928—1930), член Политбюро ЦК НПК (1933—1934). Журналист и активист Коммунистического Интернационала.

## Биография
Сын еврейского купца Самуила Амстердама. В 1910 году, будучи учеником младших классов средней школы, он вступил в социалистическую молодежную организацию «Промень». В 1914—1916 годах жил в Вене, где был чернорабочим, посещал гимназию, давал частные уроки, работал в кружках самообразования и слушал лекции теоретиков-социалистов. После возвращения в Новы-Сонч был руководителем учебной группы самообразования, а после окончания средней школы снова уехал в Вену изучать химию, что сделало невозможным его призыв в австрийскую армию. Ненадолго арестован за хранение социалистических прокламаций. В конце 1918 года начал учёбу на юридическом и административном факультете Ягеллонского университета, который окончил в 1923 году. Летом 1921 делегат 1-го съезда Красного Интернационала профсоюзов (Профинтерн) (июль 1921, Москва). В том же году вступил в КПРП/КПП. В ноябре-декабре 1922 года участвовал в качестве делегата ЦК КПРП в IV конгрессе Коминтерна в Петрограде и Москве. Осенью 1923 года в качестве представителя Еврейского бюро принял участие во Втором съезде КПРП в подмосковном Болшево. 1923—1927 гг. член Центрального еврейского бюро, а до 1930 г. член Центрального профессионального отдела ЦК КПСС. Делегат КПРП на 5-м конгрессе Коминтерна летом 1924 г. в Москве, участник 3-го конгресса КПРП в январе-феврале 1925 г. под Москвой, 4-й конференции КПРП в ноябре-декабре 1925 г. в Москве, 4-й конгресс КНП (май-август 1927 г. под Москвой), 4-й конгресс красных интернациональных профсоюзов в марте-апреле 1928 г. в Москве, 6-й конгресс Коминтерна летом 1928 г. в Москве, 10-й пленум Исполнительный комитет (ИК) Коминтерна в июле 1929 г., 6-я сессия Центрального совета Красного Интернационала профсоюзов в декабре 1929 г., 11-й пленум Комитета Коминтерна в марте-апреле 1931 г., XII пленум (август-сентябрь 1933 г.), VI съезд НКП осенью 1932 г. под Могилёвом, II пленум ЦК НКП (24 ноября 1933 г.), XIII пленум Комитета Коминтерна в ноябре-декабре 1933 г. и VII съезд Коминтерна в июле-августе 1935 год в Москве.
Во время «Большой чистки», 25 апреля 1937 года, он был арестован органами НКВД в гостинице «Люкс» в Москве, резиденции активистов и функционеров Коминтерна. 1 ноября 1937 года приговорен Военной коллегией Верховного суда СССР к смертной казни за принадлежность к контрреволюционной организации, расстрелян в тот же день. Кремирован в крематории на Донском кладбище, прах захоронен анонимно. 29 апреля 1955 года реабилитирован Военной коллегией Верховного Совета СССР.